# Milkov (szczyt)
Milkov (681 m) – szczyt w Wielkiej Fatrze na Słowacji. Wznosi się po południowo-zachodniej stronie Rużomberku (słow. Ružomberok).
Čutkovo to niewybitne wzniesienie w północnym grzbiecie Malinnégo oddzielającym Čutkovską dolinę od doliny Hrabovskiego potoku. W grzbiecie tym kolejno znajdują się: Malinné (1209 m), Za Brdom, Brdo, Čutkovo (737 m) i Milkov (681 m). Opadające do Čutkovskiej doliny północno-zachodnie stoki Čutkovo są strome, pozostałe łagodne, wierzchowina plaska. Stoki północno-wschodnie opadają do zabudowanego obszaru Rużomberku. Wszystkie stoki są porośnięte lasem.
Przez Milkov nie prowadzi żaden znakowany szlak turystyczny, ale na jego stokach jest wiele ścieżek i dróg leśnych. Znajduje się w otulinie Parku Narodowego Wielka Fatra.